# Archaeopodagrion bilobatum
Archaeopodagrion bilobatum är en trollsländeart som beskrevs av Kennedy 1946. Archaeopodagrion bilobatum ingår i släktet Archaeopodagrion och familjen Megapodagrionidae. IUCN kategoriserar arten globalt som otillräckligt studerad. Inga underarter finns listade i Catalogue of Life.